# Kokugaku
Kokugaku (jap. 国学 / 國學, dt. „nationale Studien; nationale Schule; Landesschule“) war eine ethnozentrische, literarisch-philologische und philosophische Schule in Japan zum Studium der klassischen japanischen Literatur, die im späten 18. Jahrhundert entstand.

## Ursprung
Der sozioökonomische Wandel dieser Zeit war die Ursache für eine Krise der Tokugawa-Gesellschaft: Die gesellschaftlichen Umstände waren nicht mehr vereinbar mit der feudalen Ordnung der Tokugawa-Zeit. Die Kokugaku-Studien dieser Zeit waren ein Beitrag, die intellektuelle Lücke, die diese Krise öffnete, zu füllen.
Infolgedessen wurde die politische Ordnung in Frage gestellt.

## Nationale Wissenschaftler (kokugakusha) der Tokugawa-Zeit
Eine der Schlüsselfiguren der Bewegung war Motoori Norinaga (1730–1801). Weitere Hauptvertreter waren Kada no Azumamaro (1669–1736, ein Laienpriester am Fushimi Inari-Taisha, auf den auch die Wortschöpfung Kokugaku zurückgeht), Kamo no Mabuchi (1697–1769), ein Schüler von Kada no Azumamaro, Experte für das Manyōshū und Autor eines 44-bändigen Kommentars des Kojiki, und Hirata Atsutane (1776–1843, ein Schüler von Motoori Norinaga und heftiger Kritiker des Buddhismus, Konfuzianismus und Christentums). Sie werden auch als die „Großen Vier“ der Kokugaku Bewegung bezeichnet. Sie haben eigene Nebenschreine im Nagano-Schrein, in denen sie als Kami verehrt werden: der Motoori-jinja für Motoori, der Yakata-jinja für Hirata, der Agatai-jinja für Mabuchi und der Azumamaro-jinja für Kada-no-Azumamaro.

## Nationale Studien
Ziel der Kokugaku-Studien war es, eine intellektuelle Antwort auf die krisenhaft empfundenen Veränderungen der Tokugawa-Zeit zu finden. Dieses Ziel versuchten die Kokugaku-Gelehrten durch die Erforschung der ältesten japanischen Kultur zu erreichen. Diese antike Kultur wurde idealisiert und dazu benutzt, die neu erfundene Idee von einer japanischen Gemeinschaft oder gar Gesellschaft von den ausländischen, insbesondere den chinesischen Einflüssen abzugrenzen. Die Idee von einer japanischen Gemeinschaft wurde oftmals gerade in Negation zu diesen ausländischen Einflüssen erschaffen.
Dies geschah vor allem durch Studien der Chroniken des Altertums, insbesondere Nihonshoki, Manyōshū und Kojiki. So war z. B. Motoori Norinaga der erste Wissenschaftler, der im Kojiki eine antike japanische Sprache entdeckte, mit deren Rekonstruktion er die reinen unverfälschten japanischen Werte des Altertums wiederherzustellen versuchte. Weitere Konstrukte anderer Wissenschaftler glorifizierten den Ursprung des japanischen Volkes (erstmals kokumin genannt und von den Kami abstammend verstanden), des japanischen Staatswesens (kokutai) und den Tennō.
Die meisten Kokugaku-Studien lehnten auch den Buddhismus und Konfuzianismus als ausländische Religion ab. Die Wissenschaftler konzentrierten sich auf die Rekonstruktion eines vermeintlich ursprünglichen, reinen Glaubens der Japaner. Dieser wurde auch auf den Begriff Shintō projiziert. Die Kokugaku lokalisierte die Blütezeit dieses Glaubens und des japanischen Kaiserreichs insbesondere in der Periode kurz vor und während der Nara-Zeit.
Viele der Kokugaku-Studien stellten die soziale Wirklichkeit der Tokugawa-Zeit und damit indirekt die Herrschaft des Bakufu in Frage. So wurde z. B. die Relation zwischen Herrscher und Untergebenen neu untersucht, oder die öffentliche Ordnung als defizitär kritisiert. Auch wurde dem Tennō in ihren Theorien eine zentrale Stellung zugeschrieben (in Opposition zur Herrschaft des Shōgunats). So stellte Norinaga die These auf, dass der Tennō direkter Vollstrecker des Willens der Kami sei.
Vermeintliche Widersprüche in ihren Aussagen nahmen viele der Kokugaku-Gelehrten hin: So wird übergangen, dass die Nara-Zeit vielleicht eine der am meisten von China geprägten Perioden in der Geschichte Japans war, und dass die grundlegenden Mythen in zwei unterschiedlichen Fassungen existieren.
Ab der Meiji-Restauration wurden von bestimmten Eliten einige Wissenschaftler der Kokugaku-Studien hervorgehoben, während andere regelrecht als minderwertig diskriminiert wurden. Dies war notwendig, um für den jungen japanischen Nationalstaat eine politische Ideologie zu erschaffen, die zum Ziel hatte, das Nationalbewusstsein zu stärken. Dazu wurden bestimmte Ideen der Kokugaku-Debatte der Tokugawa-Zeit benutzt, während andere unter den Tisch fielen.
Die Kokugaku-Studien leisteten somit einen Beitrag zur theoretischen Legitimation der Modernisierung Japans, in der unter anderem der Tennō zum höchsten Symbol nationaler Einheit erklärt und der japanische Staat als Familienstaat neu konzipiert wurde. Auch die Etablierung des Staats-Shintō fußte maßgeblich auf der theoretischen Vorarbeit der Kokugaku.